# Frédéric Deborsu
Frédéric Deborsu (1970) is een Belgische journalist. Hij is de broer van Christophe Deborsu.
Deborsu studeerde rechten, eerst aan de universiteit van Louvain-la-Neuve, daarna aan de Katholieke Universiteit Leuven. Op 20-jarige leeftijd, terwijl hij nog studeerde, begon Deborsu als weekendmedewerker bij de RTBF. Eenmaal zijn studies afgerond, ging hij bij de Franstalige openbare omroep voltijds aan de slag als sportjournalist. Na 10 jaar op de sportredactie te hebben gewerkt, richtte Deborsu zich op het entertainment. Hierna werkte hij een tijdje voor het televisiejournaal om vervolgens reporter te worden voor het actualiteitsmagazine Questions à la Une.

## Controversiële reportages
Bij Questions à la Une liet Deborsu zich opmerken door enkele ophefmakende reportages. De reportage  waarin Laurent van België afgeschilderd wordt als een op geld beluste prins, deed heel wat stof opwaaien. De aflevering was in 2011 het best bekeken programma op La Une. 
In een andere reportage overnachtte Deborsu in het Justitiepaleis van Brussel om er op de gebrekkige beveiliging te wijzen. 
Ook een reportage over de moslimgemeenschap in België lokte heel wat reactie uit. Zo beschuldigde Philippe Moureaux, toenmalig burgemeester van Sint-Jans-Molenbeek, de RTBF van racisme en islamofobie.

## Bij de VRT
Frédéric Deborsu presenteerde samen met zijn broer Christophe in de seizoenen 2008-2009 en 2009-2010 het rubriekje "Dag Vlaanderen" in De zevende dag.

## Koningskwesties
In oktober 2012 bracht Deborsu het omstreden boek Koningskwesties uit. Daarin zegt hij onder meer dat prins Filip  een "intieme vriendschap" had met graaf Thomas de Marchant et d’Ansembourg en dat Filips huwelijk met prinses Mathilde gedwongen en liefdeloos was. Het koningshuis reageerde door te stellen dat "het boek talrijke totaal onjuiste en beledigende gegevens bevat". Prins Filip reageerde met een sober communiqué waarin hij gewoon zijn gelukkig huwelijksleven benadrukte. Thomas d'Ansembourg publiceerde een uitdrukkelijke ontkenning van de door Deborsu geformuleerde insinuaties en kondigde een rechtszaak aan.